# Frankrikes ambassad i Berlin

Logo för den franska ambassaden i Berlin

Frankrikes ambassad i Berlin är Frankrikes diplomatiska representation i Tyskland och återfinns på Pariser Platz vid Brandenburger Tor. Även om byggnaden är ny är var fastigheten redan på 1800-talet plats för Frankrikes representation i Tyskland. 
Frankrikes beskickning var på samma plats första gången på 1800-talet. Under andra världskriget förstördes byggnaden. När Frankrike upprättade en ambassad i Östtyskland 1973 skedde detta längre ner på Unter den Linden. Tomten på Pariser Platz kom första på tal igen efter Tysklands återförening då man beslutade att flytta ambassaden från Bonn till en ny byggnad på denna tomt. Den nuvarande byggnaden byggdes 2001-2002 och är skapad av arkitekterna Christian de Portzamparc och Steffen Lehmann.

## Bildgalleri

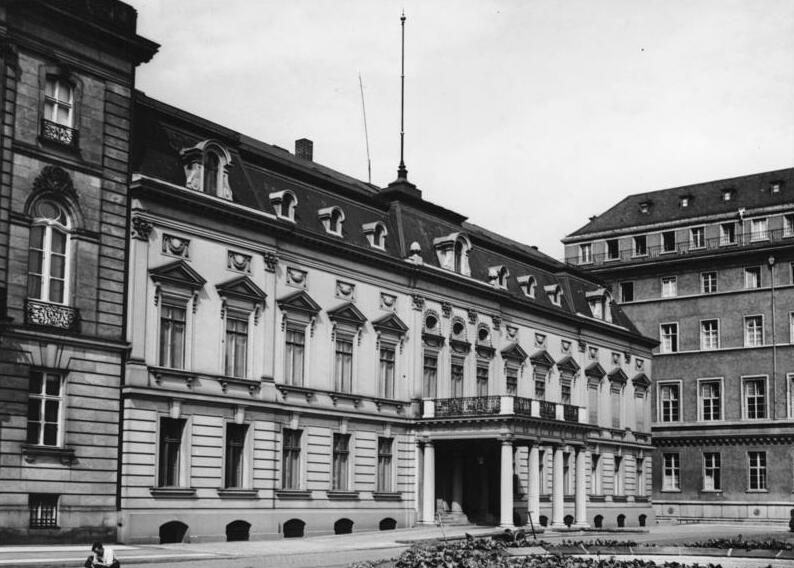
Den ursprungliga ambassadbyggnaden.